# Volcán Tolimán
Volcán Tolimán är en vulkan i Guatemala.   Den ligger i departementet Departamento de Sololá, i den sydvästra delen av landet, 70 km väster om huvudstaden Guatemala City. Toppen på Volcán Tolimán är 3 158 meter över havet, eller 613 meter över den omgivande terrängen. Bredden vid basen är 3,5 km.
Terrängen runt Volcán Tolimán är bergig åt sydväst, men åt nordost är den kuperad. Runt Volcán Tolimán är det ganska tätbefolkat, med 192 invånare per kvadratkilometer. Närmaste större samhälle är Santiago Atitlán, 5,0 km nordväst om Volcán Tolimán. I omgivningarna runt Volcán Tolimán växer i huvudsak städsegrön lövskog.